# Мацуда Наокі
Мацуда Наокі (яп. 松田 直樹, нар. 14 березня 1977, Ґумма) — японський футболіст.

## Виступи за збірну
2000 року дебютував в офіційних матчах у складі національної збірної Японії. Відтоді провів у формі головної команди країни 40 матчі.

## Статистика виступів
| Збірна Японії | Збірна Японії | Збірна Японії |
| Роки          | Ігри          | голи          |
| ------------- | ------------- | ------------- |
| 2000          | 14            | 0             |
| 2001          | 10            | 0             |
| 2002          | 12            | 0             |
| 2003          | 0             | 0             |
| 2004          | 3             | 0             |
| 2005          | 1             | 1             |
| Усього        | 40            | 1             |

## Титули і досягнення
- У складі збірної:
  - Чемпіон Азії: 2000, 2004
- Клубні:
  - Чемпіон Японії: 1995, 2003, 2004
  - Володар Кубка Джей-ліги: 2001
- Особисті:
  - у символічній збірній Джей-ліги: 2000, 2002